# Steve Rogers Band (album)
Steve Rogers Band è il terzo album in studio dell'omonima rock band modenese, pubblicato nel 1989 dalla CBS Records.
Con il singolo di lancio Uno di noi il gruppo partecipò al 39º Festival di Sanremo nello stesso anno, nella sezione "Emergenti", venendo eliminato dopo la prima esibizione: dal quel momento, la band entra in una crisi artistica che sarebbe culminata con lo scioglimento nel 1991.

## Storia
L'album fu registrato verso la fine del 1988, un anno pieno di trionfi per la band di Vasco Rossi, guidata dal front-man Massimo Riva, che spinta dal successo di Alzati la gonna registrò questo disco, sempre con Guido Elmi produttore.
Il complesso voleva essere una vera rock band, cercando di togliersi l'etichetta de "La band di Vasco". Questo album ha venduto meno rispetto a i duri non ballano e, appunto, Alzati la gonna. Per rimediare all'insuccesso della kermesse sanremese, la band organizzò un tour svoltosi nelle principali piazze italiane, per pubblicizzare al meglio l'album.
Mentre Vasco Rossi stava ottenendo l'apice del successo con il suo tour Fronte del palco in stadi quali quelli di Milano e Roma, la sua band d'appoggio suonava nelle sagre di paese, tanto che Massimo Riva, in un'intervista, ha affermato di aver provato invidia e molta nostalgia per chi era sul palco con Vasco in quell'occasione.
Da Uno di noi fu ricavato un videoclip, dove la band suonava in posto buio. Tanto è lo stesso fu invece presentato, rigorosamente in play-back, ad Azzurro 1989, programma musicale in onda in estate su Italia 1. La copertina dell'album recava l'intera band in primo piano dall'alto, dove vestivano tutti giubbotti di pelle.

## Tracce
1. Intro (Maurizio Solieri)
2. Uno di noi (Massimo Riva, Maurizio Solieri)
3. Dimmi la verità (Massimo Riva, Maurizio Solieri)
4. Uno in più (Massimo Riva, Maurizio Solieri)
5. Non voglio più amarti (Massimo Riva)
6. Tanto è lo stesso (Massimo Riva, Maurizio Solieri)
7. Cosa vorresti dire? (Massimo Riva, Maurizio Solieri, Domenico Mimmo Camporeale)
8. Digli di no (Massimo Riva, Emilio Righi, Massimo Riva)
9. Meglio così (Massimo Riva/Stefano Bitto Bittelli)
10. Una figura di donna (Massimo Riva, Emilio Righi, Maurizio Solieri, Domenico Mimmo Camporeale)

Produttore: Guido Elmi

## Musicisti
- Massimo Riva: voce, chitarra ritmica
- Maurizio Solieri: chitarra solista
- Claudio Golinelli: basso
- Beppe Leoncini: batteria
- Mimmo Camporeale: tastiere

Altri musicisti
- Stefano Bittelli: programmazione
- Guido Elmi: percussioni, programmazione, effetti speciali
- Giacomo Giannotti: tastiera, arrangiamento fiati
- Lele Melotti: batteria in Cosa vorresti dire, Uno in più
- Marco Sabiu: synclavier, tastiera
- Stefano Fariselli: sax

## Singoli
- Dall'album fu estratto il singolo sanremese Uno di noi.